# Idiocera (Idiocera) proserpina
Idiocera (Idiocera) proserpina is een tweevleugelige uit de familie steltmuggen (Limoniidae). De soort komt voor in het Nearctisch gebied.